# ایوان ایلیچ
ایوان ایلیچ (آلمانی: Ivan Illich; ۴ سپتامبر ۱۹۲۶ – ۲ دسامبر ۲۰۰۲) یک نویسنده، فیلسوف و کشیش کلیسای کاتولیک اهل اتریش بود. او یکی از منتقدان بارز فرهنگ غربی و نهادهای مدرن نظیر آموزش و پرورش، پزشکی، کار، مصرفِ انرژی، حمل‌ونقل و توسعهٔ اقتصادی بود.
ایوان ایلیچ در سال ۱۹۲۶ در وین به دنیا آمد. پدر و مادر او یهودی و کاتولیک بودند. در ۱۹۴۲، خانوادهٔ او از دست نازی‌ها فرار کرد. ایلیچ بعد از پایان جنگ در فلورانس زیست‌شناسی سلولی و کریستال‌شناسی، در رم الاهیات و فلسفه، و در آلمان تاریخ قرون وسطی خواند. او به یک کشیش وابسته به کلیسای کاتولیک روم تبدیل شد و در ۱۹۵۱ به یک قصبهٔ فقیر پورتوریکویی در شهر نیویورک فرستاده شد. در آن‌جا او بسیار موفق بود و در ۱۹۵۶ قائم‌مقام دانشگاه کاتولیک پورتوریکو شد. او صراحتاً راست‌کیشیِ کاتولیکِ پیش از شورای دوم واتیکان را نقد می‌کرد و مافوق‌های جدیدش از این مسئله چندان خشنود نبودند. او سال ۱۹۵۹ را در نقاط مختلف آمریکای جنوبی گذرانید و عاقبت در کورناواکِ مکزیک مستقر شد. او یک مرکزِ آزاد تحقیقاتی و آموزش زبان به نام مرکز مستندسازی بین‌فرهنگی تأسیس کرد که همانند برکلی و دهکدهٔ گرین‌ویچ به محیطی مناسب برای رشد رادیکالیسمِ دههٔ ۱۹۶۰ تبدیل شد.
ایوان ایلیچ در چند کتابِ متوالی—ابزارهایی برای همْشادزیستی (۱۹۷۳)، انرژی و مساوات (۱۹۷۴)، الههٔ انتقامِ پزشکی (۱۹۷۵)، به سوی تاریخچهٔ نیازها (۱۹۷۸)، حقِ بی‌کاریِ سودمند (۱۹۷۸) و کارِ سایه (۱۹۸۱)—به نقدِ موازیِ پزشکی، حمل‌ونقل، قانون، روان‌درمانی، رسانه‌ها و سایر تخصص‌هایِ خودجاودان‌ساز پرداخت. نظامِ پزشکی بیمار تولید می‌کند؛ نظامِ قضایی موکل تولید می‌کند؛ نظام سرگرمی مخاطب تولید می‌کند؛ نظام حمل‌ونقل مسافرِ هرروزه تولید می‌کند (که همان‌طور که ایلیچ دوست داشت تأکید کند، سرعتِ متوسطِ مسافرِ روزمره در سطحِ شهر از سرعتِ متوسطِ عابرانِ پیاده یا دوچرخه‌سواران کمتر بود—یا دستِ کم اگر احداثِ بزرگ‌راه‌ها پیاده‌روی یا دوچرخه‌سواری را در این مسیرها غیرممکن نکرده بود، می‌توانست چنین باشد). طی این فرایند، این سیستم‌ها به ما طرزِ مناسبِ رفتار کردن را یاد می‌دهند؛ اما نکتهٔ به مراتب مهم‌تر این است که آن‌ها به ما یاد می‌دهند که چطور نیازهایمان را تعریف کنیم. «همان‌طور که هزینهٔ تولید در کشورهای ثروتمند کاهش می‌یابد، تمرکزِ کار و سرمایه بر تشکیلاتِ گسترده‌ای که هدفش مجهز کردنِ افراد به مصرفِ منضبطانه است» روزبه‌روز افزایش می‌یابد.

## سیاههٔ کتاب‌ها
- شادداشتِ آگاهی (Celebration of Awareness. 1971)
- مدرسه زدایی از جامعه (Deschooling Society. 1971). تاکنون دو بار تحتِ عنوان «مدرسه‌زُدایی از جامعه» به فارسی ترجمه شده‌است: توسطِ الههٔ ضرغام (انتشاراتِ رشد، ۱۳۸۸) و داور شیخاوندی (انتشاراتِ گیسا، ۱۳۸۹).
- ابزارهایی برای همْشادزیستی (Tools for Conviviality. 1973)
- انرژی و برابری (Energy and Equity. 1974). تحتِ عنوان «بحران انرژی: ترافیک و نابرابری در جامعه» توسطِ داور شیخاوندی (انتشارات گیسا، ۱۳۸۹) به فارسی ترجمه شده‌است. همچنین تحت عنوان «انرژی و عدالت» (ترجمۀ محمدعلی موحد) نیز به چاپ رسیده است.
- الههٔ مکافات پزشکی (نِمِسیسِ پزشکی) (Medical Nemesis. London. 1974)
- حقِ بیکار بودنِ سودمند (The Right to Useful Unemployment. 1978)
- به سویِ تاریخچهٔ نیازها (Toward a History of Needs. 1978)
- کارِ سایه (Shadow Work. 1981)
- ژانه (جنسیت) (Gender. 1982)
- H2O و آب‌های فراموشکاری (H2O and the Waters of Forgetfulness. 1985)
- الف، ب، پ: الفبایی کردنِ پندار مردمان (ABC: The Alphabetization of the Popular Mind)
- در آینهٔ گذشته (In the Mirror of the Past. 1992)
- در تاکستانِ متن: یادداشتی بر خوانش‌شناسی هوگو (In the Vineyard of the Text: A Commentary to Hugh's Didascalicon. 1993)
- کفرگویی: نقدِ رادیکالِ فرهنگ فن‌آورانهٔ ما (Blasphemy: A Radical Critique of Our Technological Culture. 1995)
- ایوان ایلیچ در گفتگو (1992 .Ivan Illich in Conversation)
- رودهای شمال آینده: شهادتِ ایوان ایلیچ چنان‌که به دیوید کِی‌لی گفته شد (گفتگو دربارهٔ انجیل و تاریخِ مسیحیت در اروپا) (2005 .The Rivers North of the Future: The Testament of Ivan Illich as told to David Cayley)
- تباهیِ مسیحیت (دیوید کی‌لی) (2000. Corruption of Christianity)
- فراتر از جهان‌بینیِ اقتصادی و بوم‌شناسیک (2013 .Beyond Economics and Ecology)

## سیاههٔ مقاله‌ها، سخنرانی‌ها و گفتگوها
- نیت‌های خوب به جهنم! (To Hell with Good Intentions. 1968). این مقاله توسطِ روزبه فیض به فارسی ترجمه شده‌است.
- رسایی و شیواییِ سکوت (The Eloquence of Silence. 1971). این مقاله توسطِ روزبه فیض به فارسی ترجمه شده‌است.
- ارزش‌هایِ خانگی (Vernacular Values. 1980)
- سکوت یک همدار است (Silence is a Commons. 1983)
- میزبانی و رنج (Hospitality and Pain. 1987)
- ماندگاریِ پسامرگ (Posthumous Longevity. 1989)
- سایه‌ای که آینده می‌گسترد (The Shadow That the Future Throws. 1989)
- بیانهٔ خاک (Declaraion on Soil. 1990)
- نیازها (Needs. 1990)
- متن و دانشگاه (Text and University. 1991)
- اتواستاپ (Autostop. 1992)
- جدا کردنِ صلح از توسعه (The De-Linking of Peace and Development. 1992). این مقاله توسطِ روزبه فیض به فارسی ترجمه شده‌است.
- هم‌کلامیِ ایوان ایلیچ و مجید رهنما (Ivan Illich in conversation with Majid Rahnema. 1994). این گفتگو توسط غلامعلی کشانی به فارسی ترجمه شده‌است. (پی‌دی‌اف)
- سرعت؟ کدام سرعت؟ (Speed? What Speed? 1996)
- کاشتن و نگهداری از برادری (Cultivation of Conspiracy. 1998)
- گذشتهٔ دیداری و اخلاقِ نگاه (The Scopic Past and the Ethics of the Gaze. 1998)
- گفتگوهایِ اوکلند (Oakland Talks. 2000)
- بلندگویِ رویِ برج (The Loudspeaker on the Tower. 2000)
- مراقبت از چشم‌ها در عصرِ نمایش (Guarding the Eye in the Age of Show. 2001)